# 16. østlige længdekreds
Den 16. østlige længdekreds (eller 16 grader østlig længde) er en længdekreds, der ligger 16 grader øst for nulmeridianen. Den løber gennem Ishavet, Atlanterhavet, Europa, Afrika, det Sydlige Ishav og Antarktis.